# الشبع المتوقع
مصطلح الشبع المتوقع يشير إلى الشبع (الإغاثة من الجوع) المتوقع من طعام معين. ويرتبط ارتباطًا وثيقًا بـ «الشبع المتوقع» الذي يشير إلى الامتلاء الفوري (وجبة ما بعد الطعام) التي يتوقع أن ينتجها الطعام. اكتشف العلماء أن الأطعمة تختلف اختلافا كبيرا في شبعهم المتوقع. أحد التقديرات يشير إلى أنه قد يكون هناك اختلاف ستة أضعاف في الأطعمة المستهلكة عادة (في المملكة المتحدة)، عندما يتم مقارنة السعرات الحرارية بالسعرات الحرارية. هذا التنوع مهم للغاية لأن الشبع المتوقع يعتبر مؤشرا جيدا على اختيار الطعام ومتنبئ ممتاز لأحجام الجزء إلى يتم اختيارها ذاتيا. على وجه التحديد، الأطعمة التي لديها درجة عالية من التخمة المتوقعة وشبع موقع عالى يتم اختيارها في أجزاء أصغر (عدد أقل من السعرات الحرارية). لذلك، قد تكون مناسبة بشكل خاص للأنظمة الغذائية المصممة لتقليل استهلاك الطاقة.
بعض الباحثين يقترحون أيضا أن الشبع المتوقع هو وسيط هام من تناول الطاقة. وهم يجادلون بأن أحداث داخل الوجبة (التغذية اللاحقة مباشرة بعد الهضم، على سبيل المثال، تمدد المعدة) تلعب دورًا ثانويًا نسبيًا وأن حجم الوجبة يتم تحديده إلى حد كبير من خلال اتخاذ القرارات حول حجم الجزء، قبل بدء الوجبة. تماشيًا مع هذا الاقتراح، تشير الدراسات القائمة على الملاحظة إلى أن «تنظيف الألواح» شائع للغاية، حيث يميل البشر إلى التخطيط لحجم وجباتهم مقدمًا، وأن تناول طعام الليبيهات نادرًا نسبيًا.

## القياس
اختيار جزء في مقياس الشبع المتوقع اعتمدت النهج المبكرة على مقاييس التصنيف. وفي الآونة الأخيرة، تم تطوير تقنيات تحدد التوقعات بدقة بالغة من خلال مقارنة الأطعمة مباشرة على أساس سعر حرارى لسعر حرارى. استخدم الأول منها نهجًا نفسيًا جسديًا كلاسيكيًا يعتمد على "طريقة المحفزات المستمرة". يعرض على المشتركين جزء «معيار» ثابت من الطعام ويتم مقارنته بغذاء «المقارنة» المختلف. عبر سلسلة من التجارب، يتم التلاعب بحجم الطعام المقارن، ويطلب من المشاركين اختيار الطعام الذي من المتوقع أن يؤدي إلى زيادة الشبع. في نهاية المهمة يتم حساب مقياس «الشبع المتوقع». يتعلق ذلك بعدد السعرات الحرارية في الطعام المقارن الذي من المتوقع أن يؤدي إلى نفس الشعور بالشبع مثل المعيار الثابت. بديل مشابه من الناحية النظرية هو استخدام "طريقة التعديل". يعرض على المشاركين صورة عن الطعام القياسي بجانب صورة طعام المقارنة. باستخدام برامج متخصصة، يقوم المشاركون بتغيير حجم جزء المقارنة باستخدام ردود لوحة المفاتيح. يتم تحميل الصور بسرعة كافية بحيث يصبح التغيير في المقارنة «متحركًا». يُطلب من المشاركين أن يطابقوا الطعام المقارن حتى يُتوقع من كلاهما أن يبعثوا نفس الشعور بالشبع. إذا تم استخدام نفس المعيار، فيمكن تقدير كمية الشبع المتوقعة من الأطعمة المختلفة ومقارنتها مباشرة.

## المحددات
يتم تعلم التوقعات حول تأثيرات ما بعد الطعام من الطعام مع مرور الوقت. على وجه الخصوص، يبدو أن الشبع المتوقع والشبع المتوقع من الأطعمة يزداد عندما تصبح مألوفة.
يعتقد أيضًا أن التوقعات محكومة بخصائص الأكسسورات للغذاء. حتى التغييرات الطفيفة في نكهة أو قوام الطعام يمكن أن يكون لها تأثير ملحوظ. قد يكون الشبع المتوقع أعلى في الأطعمة التي تحتوي على نسبة أعلى من البروتين، وفي تلك التي تتطلب المزيد من المضغ والتي تؤكل ببطء. بشكل ملحوظ، يبدو أيضا أن الشبع المتوقع والشبع المتوقع من الأطعمة يتأثر بالوزن المتصور.

## تأثير على الشهية
يبدو أن تأثيرات الشبع المتوقع والشبع المتوقع تتجاوز التخطيط الغذائي. تظهر العديد من الدراسات أن هذه التوقعات تؤثر أيضًا على الجوع والامتلاء الذي يحدث بعد تناول الوجبة.من المحتمل أن يؤدي تصنيف المنتجات والعلامات التجارية إلى تعديل الشبع المتوقع. ولذلك، فإن هذا النوع من المعلومات لديه القدرة على التأثير على الشهية مباشرة. تتوافق هذه الملاحظات مع الأدلة الناشئة التي تشير إلى آليات الذاكرة المعتمدة على الحصين في الاستجابات السلوكية للغذاء.